# Edward Wilber Berry
Edward Wilber Berry (??, 10 de fevereiro de 1875 — Stonington, 20 de setembro de 1945) foi um botânico e paleontologista norteamericano.